# Olinko Delorko
Olinko Delorko (30. siječnja 1910., Split – 18. veljače 2000., Zagreb) hrvatski je književnik, proučavatelj usmene književnosti i prevoditelj.

## Životopis
Diplomirao je slavistiku i filozofiju na Filozofskom fakultetu u Zagrebu 1935. godine. Radio je kao srednjoškolski nastavnik u Zagrebu od 1937. do 1950. U Institutu za narodnu umjetnost radio je od 1950. do 1975. godine. Uređivao je Hrvatsku reviju s B. Livadićem od 1943. do 1945. godine.
Proučavao je usmeno stvaralaštvo, stručnim je i znanstvenim radovima surađivao u mnogim znanstvenim izdanjima, a priredio je i nekoliko zbirki usmenih pučkih pjesama. Studije i članke o hrvatskom usmenom pjesništvu skupio je u knjizi Zanemareno blago (1979.)
Bavio se prevođenjem te se i sam bavio pjesništvom.

## Doprinos
Njegove su zbirke bile velik prodor u folkloristici. U svojoj je antologiji Ljuba Ivanova (1969.) unio vlastite zapise usmenih kazivanja iz Dalmacije od otoka Premude do Molunta u Konavlima. U predgovorima svojih zbiraka davao je informacije o putu, količini prikupljene građe, ali i životu ljudi i njihovim problemima. Skupio je veliku pjesničku građu od kazivačica, uglavnom iz Dalmacije, među kojima dominiraju kazivačice usmenih pjesama.

## Djela
Zbirke usmenih pjesama:
- Hrvatske narodne balade i romance, 1951.
- Zlatna jabuka, 1956.
- Istarske narodne pjesme, 1960.
- Narodne lirske pjesme, 1963.
- Narodne epske pjesme, 1964.
- Ljuba Ivanova, 1969.
- Narodne pjesme, 1971.
- Narodne pjesme otoka Hvara, 1976.

Antologije:
- Hrvatska moderna lirika, s D. Tadijanovićem, 1933.
- Talijanska lirika, s A. Nizetom, 1939.

Ostala djela:
- Pjesme, 1934.
- Rastužena Euterpa, 1937.
- Razigrani vodoskoci, 1940.
- Zgode poremećene sreće (Uspomene i zapažanja), 1942.
- Uznosite slutnje, 1944.
- Izgaranja, 1958.
- Svijetli i tamni sati, 1961.
- Lirski eden, 1965.
- Dolaze oblaci, 1978.
- Radost i bol čitanja, 1978.
- Zanemareno blago. O hrvatskoj narodnoj poeziji, 1979.
- Izabrana djela. Pet stoljeća hrvatske književnosti, 139., 29 – 171, 1982.[4]
- Otimanja zaboravu, 1988.
- Rasudbe i domišljaji, 1988.
- Izabrane pjesme, 1990.

Istaknuti prijevodi:
- Michelangelovi soneti
- iz Kanconijera (F. Petrarca)
- pomogao prijevodu Raja uz Mihovila Kombola (D. Alighieri)[5]
- Tražim ženu (Panzini)

Prepjevao je stihove L. Aorista, T. Tassa, G. D. D'Annunzija, G. Ungarettija, S. Quasimoda i drugih.

## Nagrade
Nagrađen je nagradom Silvije Strahimir Kranjčević 1941. godine za zbirku Razigrani vodoskoci, Nagradom Matice Hrvatske 1970. za antologiju Ljuba Ivanova te Nagradom Vladimir Nazor za knjigu Zanemareno blago 1979. i nagradom za životno djelo 1990. godine. Odlikovan je Redom Danice hrvatske s likom Marka Marulića za osobite zasluge u kulturi 1996. godine.